# تاکایو میمورا
تاکایو میمورا (انگلیسی: Takayo Mimura؛ زادهٔ ۲۵ سپتامبر ۱۹۸۵) بازیگر اهل ژاپن است.
از فیلم‌ها یا برنامه‌های تلویزیونی که وی در آن نقش داشته‌است می‌توان به نبرد سلطنتی اشاره کرد.